# رياح الشرق (مسلسل)
```
رياح الشرق
 مسلسل تاريخي مصري، من تمثيل 
محمود ياسين
 
وياسر جلال
 
ورانيا محمود ياسين
 
ومخلص البحيري
 وأحمد ماهر 
ورشوان توفيق
 وإخراج 
خالد بهجت
.
[
1
]
```

## قصة
تدور أحداث المسلسل حول سقوط بلاد الأندلس في يد القوى الغربية بعد مكثوها تحت الحكم الإسلامي ثمانية قرونا كاملة، والمسلسل إنتاج أواخر التسعينيات وهذه المرة الثانية التي يعرض فيها، وبعدما دخل العمل أروقة المحاكم فترات طويله بلغت خمس سنوات عندما ادعي أحد الأشخاص أنه صاحب العمل مما جعل الفنان محمود ياسين يقوم برفع دعوى عليه لتحكم المحكمة لصالح محمود ياسين في الدرجة الأولى والاستئناف.

## فريق العمل
| - محمود ياسين: خمينيز دي سينزاروس - أحمد ماهر: موسى بن أبي الغسان - أشرف عبد الغفور: الحاكم تاندلا - رشوان توفيق: الأسقف تلافيرا - مخلص البحيري: الإمام الزيري خان الأنس - جمال إسماعيل: بن عامر - عمرو عبد الجليل: إبراهيم - أحمد راتب :ضيف العمل - الشيباني قصر أشبيلية ملوك وامراء - عادل هاشم: الملك فردناندو - منال سلامة: جوليانا - صفاء الطوخي: الأميرة خوانا - أحمد فؤاد سليم: إبراهام - خالد العيسوي: الأمير ألونزو - محمد إسماعيل: الأمير شارل البلاط الملكي - خالد محمود: ميجل - سمر عصام: صوفيا | - عبير سيف: خيمينيا - حمدي هيكل: دنجيبيرا - نبيل الشاذلي: رجل البلاط - صلاح الحسيني: الحاجب - تهاني راشد: الملكة إيزابيلا أرض جهينة - خليل مرسي: الشيخ مسعود - ميرفت الجندي: زوجة موسى - شريف حلمي: علي الصقلبي - كريم الحسيني: محمد - منة بدر: ودود - نيفين محمد: الثريا القادة ورجال الشرطة - مصطفى متولي: الكونت ألفونسو - شوقي شامخ: رودريجو - عادل الكومي: فلاسكو - خالد عبد السلام: مارتينيز - محمد صلاح | - علاء خميس - مصطفى السيد - شريف عواد رجال العلم - عثمان محمد علي: الطبيب عيسى - أمنية رشدي المهدي: الطبيبة سكينة أبطال الجبل - حمدي الوزير: ابن رضوان - سامح السيد: ابن زائده - مجدي كامل: الوليد - مفيد عاشور: أبو جعفر - صافيناز فتحي: فاطمة - عبد الرحمن حامد: البلانسي - شوقي المغازي: خالد - يوسف عيد - إبراهيم الأبيض - موسى عباس - سميرة محسن: أم فاطمة - أحمد صيام: سعد بن فريج | ضيوف الشرف - فايق عزب: السلطان الغوري - تريز دميان: راشيل - مدحت مرسي: ابن خلدون - يوسف داوود: تاجر الحرير - عبد الحميد أنيس: دواجيلار - علي حسنين: دييجو - صافيناز الجندي: نول مصر المحروسة - ناصر شاهين: الأشموني - عادل أنور: حنا - محمد عبد الحليم: الكاهن - هشام جمعة: ضرغام - محمد جبريل: الطبيب - محمود البنا: سانشو - رانيا محمود ياسين: ماريا - ياسر جلال: دوجرانادا |

بالاشتراك مع: سليمان حسين-محمد عبده-مهدي عباس-أحمد الطوخي-خيري القليوبي-محمد سيد علوان-عبد اللطيف الطحاوي-فاروق رمضان-سيد أبو حلاوة:أسقف بيت المقدس-أحمد فوزي-وفاء السيد-أشرف صالح-محمد الفقي-حسن السيد يوسف-رمضان عيد-إسماعيل عبد الفتاح-سيد عبد الفتاح-زكي عبد المجيد-حسن عبد الحميد-محمد سراج-أحمد سعيد-نبوية السيد-محمد إمام-عبد الله الصفتي

### إداريون
| - محمود ياسين: قصة - خالد بهجت: مخرج - إيمان فتح الله: مساعد مخرج أول - مها عبد المنعم: مساعد مخرج أول - محمد شفيق: مدير الإضاءة | - شادية يوسف: مدير التصوير - إيهاب زين: مدير التصوير - أحمد توفيق: مصور - معتز عبد العزيز: مصور - علي طه: مصور | - محيي الدين محمد: مونتير - عبد المجيد محمد: مونتير - سمير زين: إعداد موسيقي - قطاع الإنتاج - اتحاد الإذاعة والتلفزيون (ج.م.ع): منتج - قطاع الشئون المالية والاقتصادية - اتحاد الإذاعة والتلفزيون (ج.م.ع): موزع | - رشا منير: تصميم الأزياء - الشيماء طلعت: تصميم الأزياء - محمد بهجت: كلمات الأغاني - محمد ضياء: الموسيقى والألحان - علي الحجار: غناء | - لينا: غناء - سمير زين : إعداد موسيقى - زينب الشايب: مهندس الديكور - عمرو عابدين: تصميم المقدمة والنهاية |